# Satoru Mochizuki
Satoru Mochizuki (望月 聡, Mochizuki Satoru, Otsu, 18 mei 1964) is een Japans voormalig voetballer die als middenvelder speelde.

## Clubcarrière
In 1983 ging Mochizuki naar de Osaka University of Commerce, waar hij in het schoolteam voetbalde. Nadat hij in 1987 afstudeerde, ging Mochizuki spelen voor Nippon Kokan, de voorloper van NKK. Mochizuki veroverde er in 1987 de JSL Cup. In 5 jaar speelde hij er 98 competitiewedstrijden en scoorde 30 goals. Mochizuki speelde tussen 1992 en 1996 voor Urawa Reds en Kyoto Purple Sanga. Mochizuki beëindigde zijn spelersloopbaan in 1996.

## Japans voetbalelftal
Satoru Mochizuki debuteerde in 1988 in het Japans nationaal elftal en speelde 7 interlands.

## Statistieken

### J.League
| Seizoen | Club               | Competitie | J.League | J.League | J.League Cup | J.League Cup | Totaal | Totaal |
| Seizoen | Club               | Competitie | Wed.     | Dlp.     | Wed.         | Dlp.         | Wed.   | Dlp.   |
| ------- | ------------------ | ---------- | -------- | -------- | ------------ | ------------ | ------ | ------ |
| 1992    | Urawa Reds         | J1 League  | -        | -        | 9            | 1            | 9      | 1      |
| 1993    | Urawa Reds         | J1 League  | 31       | 3        | 5            | 1            | 36     | 4      |
| 1994    | Urawa Reds         | J1 League  | 6        | 1        | 0            | 0            | 6      | 1      |
| 1995    | Urawa Reds         | J1 League  | 0        | 0        | -            | -            | 0      | 0      |
| 1996    | Kyoto Purple Sanga | J1 League  | 6        | 0        | 3            | 0            | 9      | 0      |
| Totaal  | Totaal             | Totaal     | 43       | 4        | 17           | 2            | 60     | 6      |

### Interland
| Japans voetbalelftal | Japans voetbalelftal | Japans voetbalelftal |
| Jaar                 | Wed.                 | Dlp.                 |
| -------------------- | -------------------- | -------------------- |
| 1988                 | 3                    | 0                    |
| 1989                 | 4                    | 0                    |
| Totaal               | 7                    | 0                    |